# Collection du Carrousel
La Collection du Carrousel est une collection de petits contes pour enfants de 6 à 9 ans, publiée par les éditions Dupuis.
Ces contes sont illustrés par les principaux dessinateurs du journal Spirou, tels que Charles Degotte, André Franquin, René Hausman, Raymond Macherot, Peyo, Roba, Salvérius et Will.
Certains récits sont des adaptations de séries télévisées pour enfants diffusées sur la RTB et la RTBF, tels que Bébé Antoine, Bonhommet et Tilapin, ou Plum-Plum.
Les livres sont cartonnés, de format 26 x 19, et comptent une vingtaine de pages.
La collection a commencé en 1966, et s'est arrêtée en 1971 avec le no 48.

## Publications
1. Boule et Bill en pique-nique, dessins de Jean Roba, textes d'Yvan Delporte, 1966
2. Saki et l'ours, par René Hausman, 1966
3. Joyeuses Pâques pour mon Petit Noël, dessins d'André Franquin, textes de Will, 1966
4. Le petit canard des Schtroumpfs, par Peyo, décors de Matagne, 1966
5. Les étranges amis de Noël, dessins d'André Franquin, textes de Will, 1966
6. Une journée chez les indiens (Whamoka et Whikilowat), dessins de Salvérius, décors de Jamic, et textes de Jacques Devos, 1966
7. Foufi et le tapis enchanté, par Kiko, 1966
8. Bigoudi le petit hérisson frisé, par Charles Degotte, 1966
9. Colin le menuisier, dessins de Raymond Macherot, textes d'Yvan Delporte, 1967
10. Le moulin des Schtroumpfs, par Peyo, décors de Matagne, 1967
11. Antonin et le petit cirque, dessins de Will, textes de Charles Degotte, 1967
12. Foufi et Kifkif le petit bourricot, par Kiko, 1967
13. Bigoudi, le hérisson frisé, et Julie la taupe qui voulait pêcher la lune, par Charles Degotte et Matagne, 1967
14. La légende du désert (Whamoka et Whikilowat), dessins de Salvérius, décors de Jamic, et textes de Jacques Devos, 1967
15. Alain et le nid perdu, par Rémy Dubois, 1967
16. Le ballon de Bigoudi, par Charles Degotte et Matagne, 1967
17. Voilà le cirque, dessins de Schoon, textes d'Eduard Rothemund, traduction d'Yvan Delporte, 1968
18. Le cirque est là, dessins d'Irene Schreiber, textes de Hans Baumann, 1968
19. Tilapin s'est coupé (Bonhommet et Tilapin 1), dessins de Philippe Thomas, textes de Renée Fuks, 1968
20. Les tulipes de Tilapin (Bonhommet et Tilapin 2), dessins de Philippe Thomas, textes de Renée Fuks, 1968
21. Foufi et la lampe d'or, par Kiko, 1968
22. Irvic et les Poissons, dessins de Philippe Thomas, textes de José Vandevoorde, 1968
23. Antoine et l'anneau magique, dessins de Will, textes de Charles Degotte, 1968
24. Tilapin fait du Sport (Bonhommet et Tilapin 3), dessins de Philippe Thomas, textes de Renée Fuks, 1968
25. Popsi l'écureuil (Marc et Lucy chez les bêtes 1), dessins de Rémy Dubois, textes de Renée Fuks, 1968
26. Irvic et la mouette, dessins de Philippe Thomas, textes de José Vandevoorde, 1968
27. A.B.C. des animaux, par Lucy et Charles Degotte, 1968
28. Boule et Bill, la maison perdue, dessins de Jean Roba, textes de Charles Degotte, 1968
29. Cris d'animaux, dessins de Philippe Thomas, textes de Gisèle Leibu, 1969
30. Les baladins, par René Hausman, 1969
31. Au jardin de Plum-Plum, dessins de Philippe Thomas, textes de Renée Fuks, 1969
32. Tilapin fait la lessive (Bonhommet et Tilapin 4), dessins de Philippe Thomas, textes de Renée Fuks, 1969
33. Grand Coq, dessins de Rémy Dubois, textes de Charles Degotte, 1969
34. Quatre saisons avec Plum-Plum, dessins de Philippe Thomas, textes de Renée Fuks, 1969
35. La genette et le chat (Marc et Lucy chez les bêtes 2), dessins de Rémy Dubois, textes de Renée Fuks, 1969
36. Boule et Bill à la montagne, dessins de Jean Roba, textes de Charles Degotte, 1969
37. Le Gâteau de Sibylline, dessins de Raymond Macherot, textes d'Yvan Delporte, 1969
38. Les Schtroumpfs et les jouets, par Peyo, décors de Matagne, 1969
39. On a souvent besoin de deux plus petits que soi (Bébé Antoine 1), dessins de Jamic, textes d'André Lange, 1969
40. L'escapade du loup Romulus ! (Tartine et Parasol), dessins de Jamic, textes d'André Lange, 1969
41. J'apprends à compter, par Lucy et Charles Degotte, 1970
42. La légende du Renne blanc, par Rémy Dubois, 1970
43. Bébé Antoine et Parasol dans vive le Roi (Bébé Antoine 2), dessins de Jamic, textes d'André Lange, 1970
44. Patatou l'hippopotame, dessins de Philippe Thomas, textes de Jacqueline Held, 1970
45. Guillot le musicien, par René Hausman, 1970
46. Tilapin chez le photographe (Bonhommet et Tilapin 5), dessins de Philippe Thomas, textes de Renée Fuks, 1970
47. Pierrot et son auto rouge, dessins d'Erich Hölle, textes de James Krüss, 1971
48. Hippolyte et ses amis, par Charles Degotte, 1971

## Source
- Philippe Brun, Histoire du journal Spirou et des publications des éditions Dupuis, 1981, pp. 118-119, éd. Glénat
- Laurent Bozard, « L’école de Marcinelle dans un Carrousel. Dupuis et l’album jeunesse (1966-1971) », 2023, Ondina - Ondine, (9), 46–68. https://doi.org/10.26754/ojs_ondina/ond.202396226.